# Афвіліт

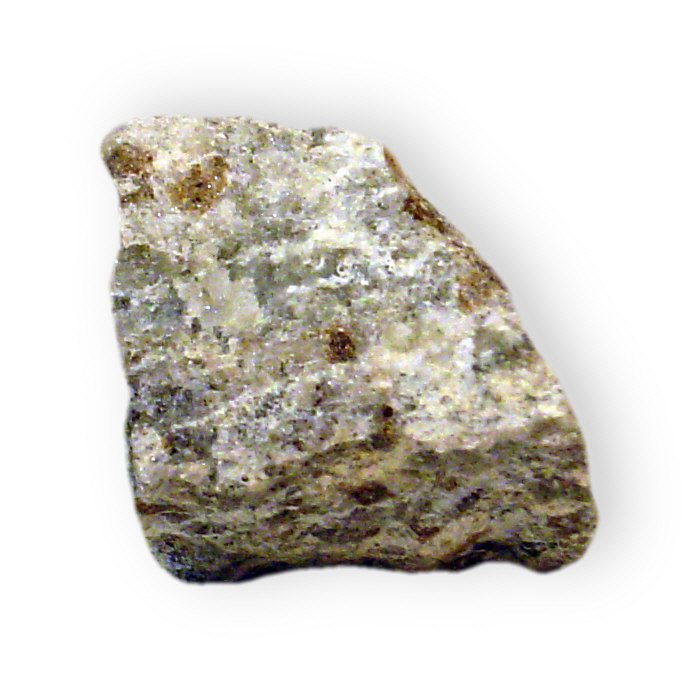
Афвіліт, Каліфорнія, США

Афвіліт (рос. афвиллит; англ. afwillite; нім. Afwillit m) — мінерал, гідроксилсилікат кальцію.
Вперше описаний у 1925 році для знахідки з копальні Dutoitspan, Кімберлі (ПАР) та названий на честь Алфеуса Фуллера Вільямса (англ. Alpheus Fuller Williams, 1874–1953), колишнього службовця алмазної компанії De Beers.

## Загальний опис
Хімічна формула: 4•[Ca3Si2O4(OH)6].
Містить (%): CaO — 49,09; SiO2 — 35,13; Н2О — 15,78.
Сингонія моноклінна. Кристали призматичні.
Густина 2,63.
Твердість 4.
Безбарвний або білий.
Зустрічається в алмазних копальнях Дютойтспен (Кімберлі, ПАР), а також в Скот-Гілл (графство Антрим, Ірландія) та Хрестморі (шт. Каліфорнія, США). Рідкісний.